# Vuelta a España 1941
La 3.ª edición de la Vuelta a España se disputó, tras el parón sufrido a causa de la guerra civil española, entre el 12 de junio y el 6 de julio de 1941 con un recorrido de 4406 km dividido en 22 etapas con inicio y fin en Madrid.
Tomaron la salida 32 corredores, 28 de ellos españoles y cuatro suizos, logrando acabar la prueba tan sólo 16 ciclistas. Los dos fabricantes de bicicletas (BH y Orbea) no estaban en disposición de ofrecer patrocinio. En ausencia de equipos oficiales, varios de los corredores más destacados estaban adscritos en los dos principales equipos de fútbol de Barcelonaː el CF Barcelona y el RCD Español, aunque era una colación transitoria por lo que en realidad, todos eran independientes. 
El vencedor, el español Julián Berrendero, que logró su primera Vuelta a España, cubrió la prueba a una velocidad media de 26,108 km/h lo que convierte a esta edición de la Vuelta en la más lenta de la historia. No será este el único récord que ostente esta edición de la ronda española ya que también es la de mayor kilometraje y la de menor número de participantes.
Como novedad de esta edición de la Vuelta podemos citar que el líder de la clasificación general pasó a llevar un maillot blanco sustituyendo al de color naranja utilizado en las dos primeras ediciones. Otra novedad fue la disputa de la primera etapa de la historia de la Vuelta en la modalidad de contrarreloj individual, imponiéndose en ella Delio Rodríguez.
Todas las etapas fueron para ciclistas españoles destacado en esta faceta Delio Rodríguez, cuarto en la general, al lograr 12 triunfos de etapa. Un hito que tardaría 36 años en superarse, cuando lo hiciera Freddy Maertens en la edición de 1977. También fueron españoles los 5 líderes que conoció la prueba y el ganador de la clasificación de la montaña Fermín Trueba.

## Etapas
| Etapa              | Recorrido             | Km       | Ganador de la etapa             | Líder de la clasificación general |
| 1.ª                | Madrid-Salamanca      | 210      | Julián Berrendero               | Julián Berrendero                 |
| 2.ª                | Salamanca-Cáceres     | 214      | Antonio Montes                  | Delio Rodríguez                   |
| 3.ª                | Cáceres-Sevilla       | 270      | Delio Rodríguez                 | Delio Rodríguez                   |
| 4.ª                | Sevilla-Málaga        | 212      | Antonio Escuriet                | Fermín Trueba                     |
| 5.ª                | Málaga-Almería        | 220      | Delio Rodríguez                 | Fermín Trueba                     |
| 6.ª                | Almería-Murcia        | 223      | Delio Rodríguez                 | Fermín Trueba                     |
| 7.ª                | Murcia-Valencia       | 248      | Francisco Antonio Andrés Sancho | Fermín Trueba                     |
| 8.ª                | Valencia-Tarragona    | 279      | Fermín Trueba                   | Fermín Trueba                     |
| 9.ª                | Tarragona-Barcelona   | 97       | Antonio Martín                  | Fermín Trueba                     |
| 10.ª               | Barcelona-Zaragoza    | 306      | Delio Rodríguez                 | Fermín Trueba                     |
| 11.ª               | Zaragoza-Logroño      | 174      | Delio Rodríguez                 | Fermín Trueba                     |
| 12.ª               | Logroño-San Sebastián | 209      | Delio Rodríguez                 | Fermín Trueba                     |
| 13.ª               | San Sebastián-Bilbao  | 160      | Federico Ezquerra               | Fermín Trueba                     |
| 14.ª               | Bilbao-Santander      | 213      | Fermín Trueba                   | Fermín Trueba                     |
| 15.ª (1.er sector) | Santander-Gijón       | 192      | Delio Rodríguez                 | Fermín Trueba                     |
| 15.ª (2.º sector)  | Gijón-Oviedo          | 53 (CRI) | Delio Rodríguez                 | Julián Berrendero                 |
| 16.ª               | Oviedo-Luarca         | 101      | Delio Rodríguez                 | Julián Berrendero                 |
| 17.ª               | Luarca-La Coruña      | 219      | Delio Rodríguez                 | Julián Berrendero                 |
| 18.ª               | La Coruña-Vigo        | 178      | Delio Rodríguez                 | Julián Berrendero                 |
| 19.ª               | Vigo-Verín            | 178      | Delio Rodríguez                 | Julián Berrendero                 |
| 20.ª               | Verín-Valladolid      | 301      | Julián Berrendero               | Julián Berrendero                 |
| 21.ª               | Valladolid-Madrid     | 198      | Vicente Carretero               | Julián Berrendero                 |

## Detalle etapa por etapa

### 1.ª etapaː 12 de junio:Madrid-Salamanca– 210km
Resumen
La carrera se iniciaba ya con la primera baja. Mariano Cañardo no tomó la salida por una inflamación en la pierna que le impedía salir. En realidad, no tenía ninguna lesión pero su equipo el CF Barcelona iba a ser el único que iba a utilizar los endebles tubulares de fabricación española que proporcionaba la organización. En cambio, el equipo suizo y el RCD Español trajeron sus propios tubulares.  La jornada tuvo otras desgracias. Por ejemplo, Antonio Andrés Sancho perdió 16 minutos por cuatro pinchazos. Por lo demás, la carrera fue muy movida con muchos demarrajes de los españoles. A pesar de todo, la victoria de Berrendero se fraguó en el último kilómetro donde hizo un demarraje que no pudo seguir ningún contrincante.
|   | Ciclista          | Equipo       | Tiempo    |
| - | ----------------- | ------------ | --------- |
| 1 | Julián Berrendero | RCD Español  | 7h 52'27" |
| 2 | Delio Rodríguez   | RCD Español  | a 14"     |
| 3 | Fernando Murcia   | CF Barcelona | m.t.      |

| Posición | Ciclista          | Equipo       | Tiempo    |
| -------- | ----------------- | ------------ | --------- |
| 1        | Julián Berrendero | RCD Español  | 7h 52'27" |
| 2        | Delio Rodríguez   | RCD Español  | a 14"     |
| 3        | Fernando Murcia   | FC Barcelona | m.t.      |

### 2.ª etapaː 13 de junio:Salamanca-Cáceres– 214km
Resumen
El protagonista del día fue el sevillano Antonio Montes, que en la primera etapa llegó el último después de tener una avería en una biela y equivocarse con el recorrido. Montes se escapa en los primeros kilómetros y hace prácticamente todo el recorrido solo, llegando a tener una máxima ventaja sobre el pelotón de 26 minutos y medio. Al final, victoria en solitario con más de 19 minutos sobre el grupo. En la clasificación general, Berrendero tiene problemas con las ruedas y cede 36 segundos, los suficientes para convertir a Delio Rodríguez en el nuevo líder de la general.
|   | Ciclista          | Equipo            | Tiempo    |
| - | ----------------- | ----------------- | --------- |
| 1 | Antonio Montes    | Individual        | 6h 44'51" |
| 2 | Delio Rodríguez   | RCD Español       | a 19'15"  |
| 3 | Vicente Carretero | Atlético Aviación | m.t.      |

| Posición | Ciclista          | Equipo        | Tiempo     |
| -------- | ----------------- | ------------- | ---------- |
| 1        | Delio Rodríguez   | RCD Español   | 14h 56'57" |
| 2        | Vicente Carretero | Independiente | m.t.       |
| 3        | Martín Abadía     | FC Barcelona  | m.t.       |

### 3.ª etapaː 14 de junio:Cáceres-Sevilla– 270km
Resumen
Jornada movida, sobre todo por los favoritos, y también marcada por el calor. Los ciclistas tuvieron que luchar por los bidones que daba la organización en una época de enorme carestía. Por lo que respecta a la carrera, Fermín Trueba, Julián Barrendero se movieron mucho en la etapa. En todo caso, el pelotón con 21 hombres se presentaron en la línea de meta y victoria para el líder, el gallego Delio Rodríguez.
|   | Ciclista          | Equipo       | Tiempo    |
| - | ----------------- | ------------ | --------- |
| 1 | Delio Rodríguez   | RCD Español  | 9h 46'01" |
| 2 | José Campamá      | CF Barcelona | m.t.      |
| 3 | Julián Berrendero | RCD Español  | m.t.      |

| Posición | Ciclista          | Equipo            | Tiempo     |
| -------- | ----------------- | ----------------- | ---------- |
| 1        | Delio Rodríguez   | RCD Español       | 24h 42'38" |
| 2        | Vicente Carretero | Atlético Aviación | m.t.       |
| 3        | Martín Abadía     | FC Barcelona      | m.t.       |

### 4.ª etapaː 16 de junio:Sevilla-Málaga– 212km
Resumen
La general sufre algunas cambios en la cuarta etapa. Berrendero y Trueba consiguen deshacerse de Rodríguez y se presentan en línea de meta junto a Federico Ezquerra, José Jabardo y Antonio Escuriet. Al final, victoria de etapa de Escuriet y los favoritos que logran arrancar nueve minutos y 48 segundos a Delio Rodríguez, que ya queda fuera de toda lucha por la general.
|   | Ciclista          | Equipo       | Tiempo    |
| - | ----------------- | ------------ | --------- |
| 1 | Antonio Escuriet  | CF Barcelona | 8h 20'24" |
| 2 | Julián Berrendero | RCD Español  | m.t.      |
| 3 | Fermín Trueba     | RCD Español  | m.t.      |

| Posición | Ciclista          | Equipo        | Tiempo     |
| -------- | ----------------- | ------------- | ---------- |
| 1        | Fermín Trueba     | RCD Español   | 33h 03'11" |
| 2        | Federico Ezquerra | Independiente | a 5"       |
| 3        | Antonio Escuriet  | CF Barcelona  | a 5"       |

### 5.ª etapaː 17 de junio:Málaga-Almería– 220km
Resumen
El pelotón empieza la etapa con 24 efectivos después de los abandonos de dos corredores suizos por el intenso calor. Una etapa muy accidentada con cuatro pinchazos de Antonio Montes, al rotura de la horquilla de Antonio Sancho y del cuadro de Vicente Carretero. Al final, victoria de Delio Rodríguez (la segunda en su cuenta particular) y se desquita de los problemas intestinales del día anterior.
|   | Ciclista        | Equipo       | Tiempo    |
| - | --------------- | ------------ | --------- |
| 1 | Delio Rodríguez | RCD Español  | 9h 01'09" |
| 2 | Fermín Trueba   | RCD Español  | m.t.      |
| 3 | Juan Gimeno     | CF Barcelona | m.t.      |

| Posición | Ciclista          | Equipo        | Tiempo     |
| -------- | ----------------- | ------------- | ---------- |
| 1        | Fermín Trueba     | RCD Español   | 42h 04'20" |
| 2        | Federico Ezquerra | Independiente | a 5"       |
| 3        | Antonio Escuriet  | CF Barcelona  | a 5"       |

### 6.ª etapaː 18 de junio:Almería-Murcia– 223km
Resumen
El pinchazo del segundo de la general Antonio Escuriet a treinta kilómetros de meta animó una etapa hasta ese momento anodina. A partir de ese momento, fue una lucha de Escuriet y Sancho, que también había pinchado, contra todo los demás favoritos que iban en el grupo delantero. A cinco kilómetros de meta, pinchazo de Berrendero, que se desconectó del grupo. Al final, tercera victoria parcial de Delio Rodríguez, el líder Fermín Trueba entra el grupo delantero, Berrendero pierde 1'41" y Escuriet queda fuera de la lista de favoritos perdiendo más de cinco minutos.
|   | Ciclista          | Equipo            | Tiempo    |
| - | ----------------- | ----------------- | --------- |
| 1 | Delio Rodríguez   | RCD Español       | 7h 38'59" |
| 2 | Federico Ezquerra | Independiente     | m.t.      |
| 3 | Vicente Carretero | Atlético Aviación | m.t.      |

| Posición | Ciclista          | Equipo        | Tiempo     |
| -------- | ----------------- | ------------- | ---------- |
| 1        | Fermín Trueba     | RCD Español   | 49h 43'19" |
| 2        | Federico Ezquerra | Independiente | a 5"       |
| 3        | José Jabardo      | Independiente | a 5"       |

### 7.ª etapaː 19 de junio:Murcia-Valencia– 248km
Resumen
22 supervivientes tomaron la salida de Almería en lo que fue denominada como "la etapa de la sed". Altas temperaturas, muchas agua, poca alimentación y descomposición  intestinal ofrecieron la imagen de ciclistas desfallecidos en la línea de meta de Valencia. El hombre del día es Antonio Sancho que se escapa después del paso del grupo por la localidad de Silla. El jugador del CF Barcelona llega en solitario a Valencia con dos minutos sobre el pelotón, que podría haber sido más de no haber sido por la mala suerte de toparse con un paso a nivel bajado por la llegada de un tren.
|   | Ciclista        | Equipo       | Tiempo     |
| - | --------------- | ------------ | ---------- |
| 1 | Antonio Sancho  | CF Barcelona | 10h 07'48" |
| 2 | Juan Gimeno     | CF Barcelona | a 2'02"    |
| 3 | Delio Rodríguez | RCD Español  | m.t.       |

| Posición | Ciclista          | Equipo        | Tiempo     |
| -------- | ----------------- | ------------- | ---------- |
| 1        | Fermín Trueba     | RCD Español   | 59h 52'29" |
| 2        | Federico Ezquerra | Independiente | a 5"       |
| 3        | José Jabardo      | Independiente | a 5"       |

### 8.ª etapaː 21 de junio:Valencia-Tarragona– 279km
Resumen
El gran damnifica de la octava etapa fue Delio Rodríguez. El gallego pinchó a la altura de Ulldecona y le tocó rodar en solitario 125 kilómetros, hecho que le hizo bajar del octavo puesto de la general al duodécimo. También destacar el abandono de José Campamá en Tortosa. Por lo demás, gran vigilancia entre los primeros de la general hasta la llegada a Tarragona. Allí, Carretero pasó primeros por la línea de llegada pero los jueces lo descalificarían posteriormente al considerar que había cerrado el paso a Trueba, segundo clasificado y, a la postre, ganador de la etapa.
|   | Ciclista          | Equipo            | Tiempo    |
| - | ----------------- | ----------------- | --------- |
| 1 | Fermín Trueba     | RCD Español       | 9h 20'22" |
| 2 | Vicente Carretero | Atlético Aviación | m.t.      |
| 3 | Julián Berrendero | RCD Español       | m.t.      |

| Posición | Ciclista          | Equipo        | Tiempo     |
| -------- | ----------------- | ------------- | ---------- |
| 1        | Fermín Trueba     | RCD Español   | 69h 12'51" |
| 2        | Federico Ezquerra | Independiente | a 5"       |
| 3        | José Jabardo      | Independiente | a 5"       |

### 9.ª etapaː 22 de junio:Tarragona-Barcelona– 97km
Resumen
Etapa corta y con numerosos intentos de fuga. Carretero lo intenta primero, el suizo Emile Vaucher lo intenta después pero son cazados a la altura de Gavá. En el descenso por Castelldefels, Claudio Leturiaga sufre una aparatoso accidente que le obliga a retirarse. En las ocho vueltas al circuito de Montjuïc, Berrendero pone en aprietos a los favoritos aunque la victoria sería para Antonio Martín, la única que conseguiría en su carrera.
|   | Ciclista          | Equipo        | Tiempo    |
| - | ----------------- | ------------- | --------- |
| 1 | Antonio Martín    | RCD Español   | 3h 34'02" |
| 2 | Federico Ezquerra | Independiente | m.t.      |
| 3 | Julián Berrendero | RCD Español   | m.t.      |

| Posición | Ciclista          | Equipo        | Tiempo     |
| -------- | ----------------- | ------------- | ---------- |
| 1        | Fermín Trueba     | RCD Español   | 72h 46'53" |
| 2        | Federico Ezquerra | Independiente | a 5"       |
| 3        | José Jabardo      | Independiente | a 5"       |

### 10.ª etapaː 23 de junio:Barcelona-Zaragoza– 306km
Resumen
Etapa maratón de esta edición donde se tuvieron que pasar los Monegros. El gran perjudicado de la jornada fue el segundo clasificado de la general Federico Ezquerra. El vasco, indispuesto con fuertes dolores de estómago, perdió más de 19 minutos y dijo adiós a sus posibilidades de conseguir el título. Por lo demás, victoria de Delio Rodríguez, cuatro triunfo parcial para el gallego.
|   | Ciclista          | Equipo       | Tiempo     |
| - | ----------------- | ------------ | ---------- |
| 1 | Delio Rodríguez   | RCD Español  | 11h 12'11" |
| 2 | Juan Gimeno       | CF Barcelona | m.t.       |
| 3 | Julián Berrendero | RCD Español  | m.t.       |

| Posición | Ciclista          | Equipo        | Tiempo     |
| -------- | ----------------- | ------------- | ---------- |
| 1        | Fermín Trueba     | RCD Español   | 82h 39'04" |
| 2        | José Jabardo      | Independiente | a 5"       |
| 3        | Julián Berrendero | RCD Español   | a 1'41"    |

### 11.ª etapaː 24 de junio:Zaragoza-Logroño– 174km
Resumen
El gran animador del día fue el suizo Emile Vaucher, que protagonizó una fuga épica des el primer kilómetro de la etapa. En todo caso, fue interceptado y se llegó con otra llegada masiva a Logroño, que fue ganado nuevamente por el gallego Delio Rodríguez.
|   | Ciclista          | Equipo            | Tiempo     |
| - | ----------------- | ----------------- | ---------- |
| 1 | Delio Rodríguez   | RCD Español       | 11h 12'11" |
| 2 | Vicente Carretero | Atlético Aviación | m.t.       |
| 3 | Miguel Carrión    | RCD Español       | m.t.       |

| Posición | Ciclista          | Equipo        | Tiempo     |
| -------- | ----------------- | ------------- | ---------- |
| 1        | Fermín Trueba     | RCD Español   | 89h 55'59" |
| 2        | José Jabardo      | Independiente | a 1'30"    |
| 3        | Julián Berrendero | RCD Español   | a 1'56"    |

### 12.ª etapaː 25 de junio:Logroño-San Sebastián– 209km
Resumen
Tercera victoria consecutiva del gallego Delio Rodríguez en una etapa que se animó a 35 kilómetros para la llegada. Berrendero pinchó en las inmediaciones de Asoaín, momento que aprovechó Ezquerra para azuzar al grupo. Al final, Berrendero acabó conectando y la general no sufrió cambios importantes.
|   | Ciclista          | Equipo            | Tiempo    |
| - | ----------------- | ----------------- | --------- |
| 1 | Delio Rodríguez   | RCD Español       | 7h 27'27" |
| 2 | Vicente Carretero | Atlético Aviación | m.t.      |
| 3 | Fermín Trueba     | RCD Español       | m.t.      |

| Posición | Ciclista          | Equipo        | Tiempo     |
| -------- | ----------------- | ------------- | ---------- |
| 1        | Fermín Trueba     | RCD Español   | 97h 23'16" |
| 2        | José Jabardo      | Independiente | a 1'30"    |
| 3        | Julián Berrendero | RCD Español   | a 1'56"    |

### 13.ª etapaː 26 de junio:San Sebastián-Bilbao– 160km
Resumen
Federico Ezquerra se gana el reconocimiento de sus paisanos ganado en su propia tierra. El vizcaíno se escapa en la subida de Sollube, un ataque que tan solo puede ser respondido por los tres primeros clasificados de la general. En el descenso, logran conectar los demás hombres del pelotón. Pero poco antes de entrar en Bilbao, Ezquerra vuelve a demarrar, al que solo puede responder Delio Rodríguez y Berrendero, que de esta manera le puede arañar 28 segundos a Fermín Trueba.
|   | Ciclista          | Equipo      | Tiempo    |
| - | ----------------- | ----------- | --------- |
| 1 | Federico Ezquerra | RCD Español | 6h 18'46" |
| 2 | Julián Berrendero | RCD Español | m.t.      |
| 3 | Delio Rodríguez   | RCD Español | m.t.      |

| Posición | Ciclista          | Equipo        | Tiempo      |
| -------- | ----------------- | ------------- | ----------- |
| 1        | Fermín Trueba     | RCD Español   | 103h 42'26" |
| 2        | Julián Berrendero | RCD Español   | a 1'28"     |
| 3        | José Jabardo      | Independiente | a 2'02"     |

### 14.ª etapaː 28 de junio:Bilbao-Santander– 213km
Resumen
Una de las etapas más emocionantes de esta edición. Fermín Trueba atacó en el primer ascenso de los tres que constaba la etapa, el Asón, llevándose a Berrendero a rueda. Después del paso de la segunda cima del día, el Portillo de la Sía, Berrendero tuvo que hacer frente ni más ni menos que a cinco pinchazos. Eso dio una ventaja ostensible a Trueba que pasó por el tercer puerto, el puerto de la Braguía, con ocho minutos y medio de ventaja sobre Berrendero. Pero lo que parecía que sería una diferencia definitiva no lo acabó siendo ya que Berrendero hizo un descenso excepcional que le ayudó a recortar seis minutos en la llegada. La victoria de la etapa fue para Trueba pero la general seguía estando muy apretada.
|   | Ciclista          | Equipo      | Tiempo    |
| - | ----------------- | ----------- | --------- |
| 1 | Fermín Trueba     | RCD Español | 8h 32'39" |
| 2 | Federico Ezquerra | RCD Español | a 2'09"   |
| 3 | Delio Rodríguez   | RCD Español | m.t.      |

| Posición | Ciclista          | Equipo        | Tiempo      |
| -------- | ----------------- | ------------- | ----------- |
| 1        | Fermín Trueba     | RCD Español   | 112h 12'05" |
| 2        | Julián Berrendero | RCD Español   | a 4'05"     |
| 3        | José Jabardo      | Independiente | a 7'11"     |

### 15.ª etapa (1.ersector)ː 29 de junio:Santander-Gijón– 192km
Resumen
Dos sectores el 29 de junio. La primera fue una etapa en línea donde se alzó con la victoria Delio Rodríguez.
| Clasificación de la etapa \| \| Ciclista \| Equipo \| Tiempo \| \| - \| ----------------- \| ----------- \| --------- \| \| 1 \| Delio Rodríguez \| RCD Español \| 7h 37'02" \| \| 2 \| Julián Berrendero \| RCD Español \| m.t. \| \| 3 \| Fermín Trueba \| RCD Español \| m.t. \| |                   |             |           |
| | Ciclista          | Equipo      | Tiempo    |
| 1 | Delio Rodríguez   | RCD Español | 7h 37'02" |
| 2 | Julián Berrendero | RCD Español | m.t.      |
| 3 | Fermín Trueba     | RCD Español | m.t.      |

### 15.ª etapa (2.º sector)ː 29 de junio:Gijón–Oviedo- 53km
Resumen
La jornada contrarreloj fue especialmente propicia para Julián Berrendero, que aparte de ser mucho mejor que Fermín Trueba en la lucha contra el crono, se benefició de un pinchazo del cántabro nada más salir. De esta manera, Berrendero sacó 4 minutos 41 segundos a Trueba en la línea de meta y se enfundaba el maillot blanco de líder. La victoria de la prueba contrarreloj fue también para Delio Rodríguez, que demostró ser un excelente contrarrelojista.
|   | Ciclista                        | Equipo      | Tiempo    |
| - | ------------------------------- | ----------- | --------- |
| 1 | Delio Rodríguez                 | RCD Español | 1h 53'59" |
| 2 | Francisco Antonio Andrés Sancho | RCD Español | a 44"     |
| 3 | Julián Berrendero               | RCD Español | a 1'13"   |

| Posición | Ciclista          | Equipo        | Tiempo      |
| -------- | ----------------- | ------------- | ----------- |
| 1        | Julián Berrendero | RCD Español   | 121h 50'53" |
| 2        | Fermín Trueba     | RCD Español   | a 36"       |
| 3        | José Jabardo      | Independiente | a 6'01"     |

### 16.ª etapaː 30 de junio:Oviedo–Luarca- 101km
Resumen
Una vez pasada la contrarreloj de Gijón, la carrera entró en un letargo producido por el cansancio y el calor que sufrían los corredores. De esta manera, la etapa que discurrió entre Oviedo y Luaca fue un lento discurrir por las carreteras asturianas que acabaría con la victoria de Delio Rodríguez, nuevamente. Se bajó de la bicicleta Isidro Bejarano por enfermedad.
|   | Ciclista          | Equipo            | Tiempo    |
| - | ----------------- | ----------------- | --------- |
| 1 | Delio Rodríguez   | RCD Español       | 3h 48'02" |
| 2 | Julián Berrendero | RCD Español       | m.t.      |
| 3 | Vicente Carretero | Atlético Aviación | m.t.      |

| Posición | Ciclista          | Equipo        | Tiempo      |
| -------- | ----------------- | ------------- | ----------- |
| 1        | Julián Berrendero | RCD Español   | 125h 38'55" |
| 2        | Fermín Trueba     | RCD Español   | a 36"       |
| 3        | José Jabardo      | Independiente | a 6'01"     |

### 17.ª etapaː 1 de julio:Luarca–La Coruña- 219km
Resumen
Etapa protagonizada por el "farolillo rojo" de la clasificación Martín Santos, que se escapó a 150 kilómetros de meta. La escapada tuvo un final desgraciado ya que al fugado se le rompió la horquilla cuando tenía más de dos minutos de ventaja sobre el grupo. Más tarde, un grupo liderado por el suizo Emile Vaucher, y los españoles Vicente Carretero y José Botanch han protagonizado una escapada que ha sido cazada a tan solo siete kilómetros de meta. Al final, etapa al sprint que volvió a ser ganada por Delio Rodríguez, esta vez delante de sus compatriotas.
|   | Ciclista          | Equipo            | Tiempo    |
| - | ----------------- | ----------------- | --------- |
| 1 | Delio Rodríguez   | RCD Español       | 7h 50'32" |
| 2 | Vicente Carretero | Atlético Aviación | m.t.      |
| 3 | Fermín Trueba     | RCD Español       | m.t.      |

| Posición | Ciclista          | Equipo        | Tiempo      |
| -------- | ----------------- | ------------- | ----------- |
| 1        | Julián Berrendero | RCD Español   | 133h 29'27" |
| 2        | Fermín Trueba     | RCD Español   | a 36"       |
| 3        | José Jabardo      | Independiente | a 6'01"     |

### 18.ª etapaː 2 de julio:La Coruña–Vigo- 178km
Resumen
El gran grupo transitó de manera cansina por Galicia en medio de un asfixiante calor. Fruto de ello, fue un grupo que estuvo compacto durante todo el trayecto. Nueva etapa al sprint y nueva victoria de Delio Rodríguez, la undécima que consiguió en la presente edición.
|   | Ciclista          | Equipo            | Tiempo    |
| - | ----------------- | ----------------- | --------- |
| 1 | Delio Rodríguez   | RCD Español       | 7h 29'54" |
| 2 | Antonio Martín    | Independiente     | m.t.      |
| 3 | Vicente Carretero | Atlético Aviación | m.t.      |

| Posición | Ciclista          | Equipo        | Tiempo      |
| -------- | ----------------- | ------------- | ----------- |
| 1        | Julián Berrendero | RCD Español   | 140h 59'21" |
| 2        | Fermín Trueba     | RCD Español   | a 36"       |
| 3        | José Jabardo      | Independiente | a 6'01"     |

### 19.ª etapaː 4 de julio:Vigo–Verín- 168km
Resumen
Nueva jornada donde el pelotón transitó cansinamente por las carreteras de Galicia y corrió los 168 kilómetros en siete horas (24 kilómetros por hora). Tanto fue así que la organización penalizó la poca combatividad de los corredores con la retención de los premios en metálico. Entre los abandonos del día, destacó la retirada de Federico Ezquerra por unos problemas en el periné. Delio Rodríguez volvió a ganar y estableció un récord de doce victorias de etapas que se tardaría 36 años en batirse.
|   | Ciclista          | Equipo            | Tiempo    |
| - | ----------------- | ----------------- | --------- |
| 1 | Delio Rodríguez   | RCD Español       | 7h 23'57" |
| 2 | Vicente Carretero | Atlético Aviación | m.t.      |
| 3 | Julián Berrendero | RCD Español       | m.t.      |

| Posición | Ciclista          | Equipo        | Tiempo      |
| -------- | ----------------- | ------------- | ----------- |
| 1        | Julián Berrendero | RCD Español   | 148h 23'13" |
| 2        | Fermín Trueba     | RCD Español   | a 36"       |
| 3        | José Jabardo      | Independiente | a 6'01"     |

### 20.ª etapaː 5 de julio:Verín–Valladolid- 301km
Resumen
Berrendero sentenció la general de la Vuelta en esta etapa, que volvió a estar marcada por el ritmo cansino del grupo, que cerró la etapa más larga de la prueba en más de trece horas. La mala condición de la carretera tampoco favoreció al ciclismo, produciéndose 83 pinchazos. Un ataque del madrileño a cinco kilómetros de meta fue más que suficiente para añadir 36 segundos más a Trueba en la general y, de esta manera, sentenciar la carrera.
|   | Ciclista          | Equipo            | Tiempo     |
| - | ----------------- | ----------------- | ---------- |
| 1 | Julián Berrendero | RCD Español       | 13h 14'24" |
| 2 | Delio Rodríguez   | RCD Español       | a 31"      |
| 3 | Vicente Carretero | Atlético Aviación | m.t.       |

| Posición | Ciclista          | Equipo        | Tiempo      |
| -------- | ----------------- | ------------- | ----------- |
| 1        | Julián Berrendero | RCD Español   | 161h 37'37" |
| 2        | Fermín Trueba     | RCD Español   | a 1'07"     |
| 3        | José Jabardo      | Independiente | a 6'37"     |

### 21.ª etapaː 6 de julio:Valladolid–Madrid- 198km
Resumen
Berrendero se convirtió en el primer español que ganaba la general de la Vuelta a España. El madrileño marcó el ritmo en el paso por Navacerrada donde marcó el ritmo constantemente. De hecho tuvo que retenerse para que Trueba pudiera consolidar su maillot de líder de la montaña. Berrendero llegó victorioso al Estadio Metropolitano donde una muchedumbre recibió a su paisano como un héroe.
| Clasificación de la etapa \| \| Ciclista \| Equipo \| Tiempo \| \| - \| ----------------- \| ----------------- \| --------- \| \| 1 \| Vicente Carretero \| Atlético Aviación \| 7h 07'49" \| \| 2 \| Julián Berrendero \| RCD Español \| m.t. \| \| 3 \| Fermín Trueba \| RCD Español \| m.t. \| |                   |                   |           |
| | Ciclista          | Equipo            | Tiempo    |
| 1 | Vicente Carretero | Atlético Aviación | 7h 07'49" |
| 2 | Julián Berrendero | RCD Español       | m.t.      |
| 3 | Fermín Trueba     | RCD Español       | m.t.      |

## Clasificaciones
En esta edición de la Vuelta a España se disputaron tres clasificaciones: la general, la de la montaña y la de equipos, que dieron los siguientes resultados:

### Clasificación general
| Posición | Ciclista              | Equipo            | Tiempo       |
| -------- | --------------------- | ----------------- | ------------ |
| 1.       | Julián Berrendero     | RCD Español       | 168h 45' 26" |
| 2.       | Fermín Trueba         | RCD Español       | + 1' 07"     |
| 3.       | José Jabardo          | Independiente     | + 6' 32"     |
| 4.       | Delio Rodríguez       | RCD Español       | + 29' 17"    |
| 5.       | Antonio Andrés Sancho | CF Barcelona      | + 35' 40"    |
| 6.       | Antonio Escuriet      | CF Barcelona      | + 35' 57"    |
| 7.       | Antonio Martín        | RCD Español       | + 46' 04"    |
| 8.       | Vicente Carretero     | Atlético Aviación | + 54' 25"    |
| 9.       | José Cano             | Independiente     | + 1h 05' 40" |
| 10.      | Manuel Izquierdo      | CF Barcelona      | + 1h 24' 13" |
| 11.      | José Botanch          | CF Barcelona      | + 1h 31' 41" |
| 12.      | Benito Cabestreros    | Independiente     | + 2h 26' 57" |
| 13.      | Miguel Carrión        | Independiente     | + 3h 33' 44" |
| 14.      | Cayetano Martín       | Independiente     | + 5h 25' 31" |
| 15.      | Emile Vaucher         | Independiente     | + 6h 10' 10" |
| 16.      | Martín Santos         | Independiente     | + 7h 00' 32" |

### Clasificación de la montaña
| Posición | Ciclista          | Equipo        | Tiempo    |
| -------- | ----------------- | ------------- | --------- |
| 1.       | Fermín Trueba     | RCD Español   | 32 puntos |
| 2.       | Julián Berrendero | RCD Español   | 31 puntos |
| 3.       | Cayetano Martín   | Independiente | 15 puntos |
| 4.       | Delio Rodríguez   | RCD Español   | 11 puntos |
| 5.       | José Jabardo      | Independiente | 9 puntos  |

### Clasificación por equipos
| Posición | Ciclista | Equipo | Tiempo |
| -------- | -------- | ------ | ------ |
| 1.       | España   | España |        |